# 고토지선
고토지선(일본어: 後藤寺線)은 일본 후쿠오카현 다가와시의 다가와고토지역부터 후쿠오카 현 이즈카시의 신이즈카역에 이르는 규슈 여객철도의 철도 노선(지방 교통선)이다.
지쿠호 서부의 이즈카 시를 경유해서 동부의 다가와 시와 후쿠오카시를 연결하는 단선 경로로 되어 있다.

## 노선 정보
- 관할(사업 종별) : 규슈 여객철도 (제 1 종 철도사업자)
- 구간(영업 거리) : 다가와고토지 역 - 신이즈카 역 13.3km (선로 명칭 상은 기·종점이 역전)
- 궤간 : 1067mm
- 역 수 : 6
  - 고토지 선 소속역으로 한정된 경우, 기·종점역(다가와고토지 역은 히타히코산 선, 신이즈카 역은 지쿠호 본선의 소속)이 제외되어, 4개 역이 된다.
- 복선 구간 : 없음 (전 노선 단선
- 전선화 구간 : 없음 (전 노선 비 전선화)
- 폐색방식 : 특수 자동 폐색식(궤도 회로 검지식)

전 노선이 본사 직할로 되어 있다.
또한, 전 노선이 여객영업규칙의 정한 대도시 근교 구간의 '후쿠오카 근교 구간'으로 포함된다. 고토지 선에는 SUGOCA의 이용은 하지 않지만, 도중 하차를 하지 않고 통과(신이즈카 역 이원 - 히타히코산 선 경유 닛포 본선 방면)하는 것뿐이라면 이용하다.

## 역 목록
- 전 노선 모두 후쿠오카현내에 위치한다.

| 역명         | 일어 역명  | 역간 거리 | 영업 거리 | 접속 노선                                    | 소재지                          |
| ------------ | ---------- | --------- | --------- | -------------------------------------------- | ------------------------------- |
| 다가와고토지 | 田川後藤寺 | -         | 0.0       | 히타히코산 선 헤이세이 치쿠호 철도 이토다 선 | 다가와시                        |
| 후나오       | 船尾       | 3.4       | 3.4       |                                              | 다가와시                        |
| 지쿠젠쇼나이 | 筑前庄内   | 3.7       | 7.1       | 이즈카시                                     |                                 |
| 시모카모     | 下鴨生     | 1.2       | 8.3       | 가마시                                       |                                 |
| 가미미오     | 上三緒     | 1.9       | 10.2      | 이즈카 시                                    |                                 |
| 신이즈카     | 新飯塚     | 3.1       | 13.3      | 이즈카 시                                    | 지쿠호 본선 (후쿠호쿠유타카 선) |